# Без имени (фильм, 2009)
«Без имени» (исп. Sin nombre) — американско-мексиканский фильм 2009 года о молодёжных уличных бандах и нелегальной миграции в Латинской Америке. Был удостоен ряда премий, в том числе на кинофестивале Сандэнс в 2009 году.

## Сюжет
Действие начинается в мексиканском городе Тапачула на границе с Гватемалой. Вилли по кличке Эль Каспер вербует 12-летнего Бенито в местный филиал международной банды Мара Сальватруча; в качестве инициации, мальчика избивают, дают кличку Эль Смайли, и заставляют застрелить пленника из враждебной уличной банды. Вилли скрывает от товарищей, что вместо того, чтобы воевать с другими бандами, он проводит время со своей девушкой Мартой Марлен; Марта Марлен при этом считает, что Вилли не ведёт её встречаться со своими товарищами потому, что в банде у него есть другая девушка. Марта Марлен приходит на сходку мары на кладбище, и бандиты понимают, что Вилли врал. За вранье его избивают; тем временем, главарь банды, Лил Маго, уводит Марту Марлен, пытается её изнасиловать и случайно убивает. Ужаснувшемуся Вилли Лил Маго объясняет: «найдешь другую».
Тем временем, 15-летняя Сайра с дядей Орландо и отцом Орасио отправляется из Гондураса в Нью-Джерси, США, откуда отца один раз уже депортировали. Семья через джунгли добирается до Тапачулы, где с толпой других мигрантов-нелегалов устраивается на крышах вагонов товарного состава и отправляется на север Мексики, в сторону американской границы. Лил Маго с Вилли и Смайли нападают на поезд и начинают грабить мигрантов; Лил Маго мотивирует налёт тем, что у банды плохо с финансами, а кроме того, среди мигрантов могут быть члены вражеских банд. Когда отец Сайры отказывается отдавать деньги, Маго пытается изнасиловать девушку. Вилли не выдерживает, зарубает Маго своим мачете и приказывает Смайли сойти с поезда, а сам остается на вагоне. Смайли сообщает бандитам о Вилли и Маго. Новый главарь Эль Соль обвиняет Смайли в сговоре с предателем; чтобы искупить свою вину, Смайли берется лично найти и казнить Вилли. Вскоре к нему присоединяется Эль Скарфейс, член филиала Мары Сальватручи в Тьерре-Бланке, со своими двумя бойцами. Бандитам быстро удается выйти на след Вилли благодаря его запоминающимся татуировкам на лице и руках.
Тем временем, Сайра на поезде спасает Вилли от других мигрантов, которые воспринимают татуированного молодого человека как опасного бандита и пытаются столкнуть с крыши вагона. Она подружилась с ним несмотря на предупреждения и отца (который говорит, что Вилли — убийца), и самого Вилли (который пытается ей объяснить, что он мертвец, и его казнь лишь дело времени).
В Орисабе мигрантам приходится временно спуститься с вагонов, чтобы избежать полицейской облавы; тут их ждут Смайли, Скарфейс и группа бандитов. Вилли едва удается вернуться на поезд; его спасает то, что Скарфейс попадает в перестрелку с враждебной бандой, вероятно, La18.
Рано утром близ Мехико Вилли спрыгивает с вагона, и к его удивлению и досаде, Сайра бросает свою семью и следует за ним. Вилли обращается к тете Тонье, своей давней знакомой из криминального мира. Тетя Тонья соглашается помочь молодым людям пробраться на север; в качестве транспорта, она предлагает автовоз, везущий разбитые автомобили на свалку в Монтеррей. Как только автовоз отправляется, Тонья звонит Эль Соль, и она сообщает ему о маршруте Вилли; она не смеет врать представителю Мары Сальватручи.
Бандиты ждут автовоз на конечной точке маршрута. Вилли и Сайру спасает брезгливость: они ранее спустились с автовоза, чтобы помыться. В ночлежке для мигрантов Сайра узнает о судьбе своей семьи, оставшейся на крыше вагона. Её отец бежал от полиции, упал под колеса поезда и погиб, а дядя Орландо был арестован и депортирован из Мексики.
Вилли и Сайра добираются до американской границы. В оплату за переправу через Рио-Гранде Вилли отдает свой цифровой фотоаппарат — единственное, что у него осталось в память о Марте Марлен. Сайра переправляется первой. Когда она добирается до американского берега, на мексиканском появляются бандиты: MS-13 наконец догнала беглеца. Малолетний Смайли убивает своего бывшего приятеля Вилли из револьвера.
Последние кадры фильма показывают последующие события. Сайра из торгового комплекса на американской территории дозванивается до жены своего отца в Нью-Джерси. Эль Смайли, полноправный член банды Мара Сальватруча, получает татуировку на внутренней поверхности губы. Дядя Орландо переправляется через реку на плоту, снова стремясь попасть в США.

## В ролях
Бандиты:
- Эдгар Флорес — Вилли по кличке Эль Каспер (El Casper)
- Кристьан Феррер — Бенито по кличке Эль Смайли (El Smiley) (пер. «Улыбающийся»)
- Теноч Уэрта Мехия — Лил Маго (Lil’ Mago) (пер. «Маленький волшебник»), главарь тапачульского филиала Мары Сальватручи
- Луис Фернандо Пенья — Эль Соль (El Sol) (пер. «Солнце»), второй после Маго в иерархии тапачульского филиала
- Габино Родригес — Эль Скарфейс (El Scarface) (пер. «Лицо со шрамом»), член тьерра-бланкского филиала банды
- Каталина Лопес — тетя Тонья (Tia Toña)

Мирные жители:
- Паулина Гайтан — Сайра (Sayra)
- Диана Гарсиа — Марта Марлен (Martha Marlene)
- Херардо Тарасена — Орасио (Horacio), отец Сайры
- Гильермо Вильегас — Орландо (Orlando), дядя Сайры

## Критика
Кинокритики восприняли фильм положительно. «Без имени» получил 88 % положительных отзывов по версии Rotten Tomatoes; Metacritic дал фильму 77 из 100 баллов. Рецензия в Washington Post сравнила сценарий Фукунаги с типичными работами знаменитых мексиканских режиссёров дель Торо, Гонсалеса Иньярриту и Куарона, и назвала фильм «элегантным» и «чистым кинематографом». Эберт отметил не только красоту съёмки, но и политическую подоплёку фильма:

«Без имени» — это поразительный фильм, которой показывает невероятные трудности, через которые люди готовы пройти, чтобы добраться до El Norte. Да, нелегальная иммиграция — сложная проблема. Видя иностранца без документов, не следует сразу делать о нём привычные предположения. Этот человек возможно рисковал своей жизнью неделями или месяцами, чтобы добраться досюда в поисках того, что мы, особо не вдумываясь, называем словами «американская мечта».
Оригинальный текст (англ.)"Sin Nombre" is a remarkable film, showing the incredible hardships people will endure in order to reach El Norte. Yes, the issue of illegal immigration is a difficult one. When we encounter an undocumented alien, we should not be too quick with our easy assumptions. That person may have put his life on the line for weeks or months to come here, searching for what we so easily describe as the American dream.

Однако фильм не всем пришёлся по вкусу. Рецензия The Hollywoord Reporter отмечает, что хотя «Без имени» красиво снят, во второй половине фильма атмосфера недостаточно напряжённая, а главные герои — Вилли и Сайра — недостаточно проработаны в сценарии, что лишь отчасти компенсируется хорошей актёрской игрой.

## Награды
Фильм удостоен ряда кинопремий, в том числе:
- премий (в категории «фильм-драма США») за режиссёрскую работу (Directing Award) и кинематографическое мастерство (Excellence in Cinematography) кинофестиваля Сандэнс 2009 года[8];
- премии за мастерство начинающего режиссёра (Skillset New Directors Award) Эдинбургского кинофестиваля 2009 года[9];
- премий «бронзовый конь», FIPRESCI (лучший фильм согласно международным кинокритикам), за лучшую мужскую роль (Эдгар Флорес) и за лучшую работу начинающего режиссёра Стокгольмского международного кинофестиваля 2009 года[10].